# Antonia Ramel
Antonia Ramel (2 de julio de 1985) es una jinete sueca que compite en la modalidad de doma. Ganó una medalla de bronce en el Campeonato Europeo de Doma de 2019, en la prueba por equipos.

## Palmarés internacional
| Campeonato Europeo | Campeonato Europeo      | Campeonato Europeo | Campeonato Europeo |
| Año                | Lugar                   | Medalla            | Categoría          |
| ------------------ | ----------------------- | ------------------ | ------------------ |
| 2019               | Róterdam (Países Bajos) | Medalla de bronce  | Por equipos        |